# Passacaglia (Pärt)
Passacaglia est une œuvre du compositeur estonien Arvo Pärt écrite en 2003 pour violon et piano puis révisée en 2007 sous la forme d'un concerto pour violon, orchestre à cordes et vibraphone.

## Historique
Cette pièce a été écrite par Arvo Pärt à la demande du concours international de violon de Hanovre en 2003. Elle a été adaptée plus tard pour violon et orchestre à l'occasion du 60e anniversaire de Gidon Kremer le 16 octobre 2007 au Barbican Hall de Londres.

## Structure
Passacaglia est constituée d'un mouvement unique court. Son exécution dure environ 7 minutes.

## Utilisation audiovisuelle
La Passacaglia a été intégrée à la bande-son originale de la série télévisée Battlestar Galactica en 2004[réf. nécessaire]